# ديدوود (كاليفورنيا)
ديدوود تجمع سكاني تقع إدارياً ضمن مقاطعة بوت (كاليفورنيا) في الولايات المتحدة.